# (11911) Angel
(11911) Angel est un astéroïde de la ceinture principale.

## Description
(11911) Angel est un astéroïde de la ceinture principale. Il fut découvert le 4 juin 1992 à l'Observatoire Palomar par Carolyn S. Shoemaker et David H. Levy. Il présente une orbite caractérisée par un demi-grand axe de 3,20 UA, une excentricité de 0,16 et une inclinaison de 20,2° par rapport à l'écliptique.

## Compléments